# Énergie du point zéro

Oscillateur harmonique, utilisé pour modéliser l'énergie du point zéro. Pour qu'un tel oscillateur soit totalement au repos, il est nécessaire que sa vitesse soit parfaitement nulle, et sa position parfaitement celle au repos, ce que ne permet pas le principe d'incertitude quantique. Un système quantique n'est donc jamais au repos, même dans son état fondamental.

Pour les articles homonymes, voir Point zéro.
L'énergie du point zéro est la plus faible énergie possible qu'un système physique quantique puisse avoir ; cela correspond à son énergie quand il est dans son état fondamental, c'est-à-dire lorsque toute autre forme d'énergie a été retirée,.
Tous les systèmes mécaniques quantiques subissent des fluctuations même quand ils sont à leur état fondamental (auquel est associée une énergie du point zéro), une conséquence de leur nature ondulatoire et du principe d'incertitude quantique, qui implique que si on fixe précisément la vitesse ou la position du système, alors l'autre paramètre devient indéterminé. Par exemple, pour un oscillateur harmonique quantique, semblable à une masse attachée à un ressort, on voit que pour qu'il n'y ait aucune oscillation, il est nécessaire que la position de la masse soit exactement celle de l'équilibre et que sa vitesse soit exactement nulle, ce qui n'est pas possible. Il existe donc une énergie du point zéro, jamais nulle et fluctuante.
Aux échelles macroscopiques, cette énergie est négligeable car les fluctuations sont faibles, ou très rapides, et s'annulent sur de grands volumes. Cette énergie possède cependant des effets physiques microscopiques comme l'effet Casimir, l'émission spontanée de photons par des atomes, la création de paires de particules/antiparticules, ou une agitation minimale des molécules. 
Ceci implique notamment que la température du zéro absolu ne peut être atteinte microscopiquement, à cause de l'agitation minimale de la matière ou l'existence d'une énergie de point zéro.
Cela entraîne du mouvement même au zéro absolu. Par exemple, l'hélium liquide ne gèle pas sous la pression atmosphérique, quelle que soit la température, à cause de son énergie du point zéro.
Le concept d'énergie du point zéro a été développé par Max Planck en Allemagne en 1911 comme terme correcteur ajouté à l'équation de sa théorie quantique originale datant de 1900. Le terme énergie du point zéro est une traduction du mot allemand « Nullpunktsenergie ».
L'énergie du vide est le cas particulier où le « système physique » est vide.

## Cas général
Un système classique peut être immobile à son énergie minimum dans un potentiel classique. Un système quantique dans ce même potentiel est décrit par une fonction d'onde, qui est délocalisée et reste dans un état de fluctuation quantique, suivant le principe d'Heisenberg, avec une énergie cinétique qui croit comme l'inverse de la dimension de localisation quantique décrivant ce mouvement. Dans l'état fondamental cette énergie de localisation est appelée énergie de point zéro, qui est associée à un mouvement de point zéro quantique.
Par exemple un oscillateur harmonique quantique a un état fondamental d'énergie de point zéro fondamentale moitié de sa fréquence classique multipliée par la constante de Planck.
{\displaystyle \epsilon ={\frac {h\nu }{2}}}
Cette propriété se retrouve dans les ondes acoustiques qui sont quantiques dans les déplacements atomiques et appelées phonons avec un mouvement de point zéro collectif des atomes qui est observé sur chaque atome par rayons X et radiocristallographie sous forme d'une imprécision de position.
Lorsque les atomes sont très légers et dans un faible potentiel interatomique comme pour les héliums 3 et 4, l'énergie de point zéro est suffisante pour donner une amplitude de mouvement de point zéro si grande par rapport aux distances interatomiques que l'hélium ne peut plus se solidifier et reste liquide à pression nulle.
Une caractéristique de cette agitation de point zéro, très différente d'une agitation classique thermique désordonnée, est qu'elle est décrite par une fonction d'onde quantique collective cohérente, avec des mouvements perpétuels sans aucune dissipation, sans viscosité ni résistance. En tenant compte de la statistique des atomes d'hélium 3 ou 4, ce liquide dans son mouvement de point zéro quantique devient superfluide, s'écoulant sans dissipation, avec des écoulements quantiques perpétuels sans aucune dissipation, du fait qu'ils sont dans leur état fondamental quantique collectif de mouvement de point zéro. Ce mouvement est observé à l'état macroscopique comme un superfluide ou un supraconducteur.

## Cas du vide
Tous les champs quantiques, comme le champ électromagnétique avec ses photons quantiques, dans le vide, ont aussi un mouvement de point zéro dont on observe les variations, comme révélés dans l'expérience de l'effet Casimir, sous forme d'une force entre deux plaques ou matériaux.